# Zé Doca
Zé Doca là một đô thị thuộc bang Maranhão, Brasil. Đô thị này có diện tích 2413,751 km², dân số năm 2007 là 42453 người, mật độ 17,59 người/km².